# Jan Kasal (lekkoatleta)
Jan Kasal (ur. 6 lutego 1938 w Benešovie) – czeski lekkoatleta reprezentujący Czechosłowację, średniodystansowiec, medalista halowych mistrzostw Europy.
Wystąpił w biegu na 800 metrów i w sztafecie 4 × 400 metrów na mistrzostwach Europy w 1962 w Belgradzie, ale w obu konkurencjach odpadł w eliminacjach. Zdobył brązowy medal na 800 metrów na europejskich igrzyskach halowych w 1967 w Pradze. Na kolejnych europejskich igrzyskach halowych w 1968 w Madrycie ponownie wywalczył brązowy medal, tym razem w sztafecie 3 × 1000 metrów, która biegła w składzie: Pavel Hruška, Kasal i Miroslav Jůza, w biegu na 800 metrów zajął 6. miejsce, a czechosłowacka sztafeta 1+2+3+4 okrążenia (w składzie: Petr Utěkal, Ladislav Kříž, Pavel Hruška i Kasal) nie ukończyła biegu.
Był mistrzem Czechosłowacji w biegu na 800 metrów w 1964 i 1967. 30 września 1965 w Pradze ustanowił rekord Czechosłowacji na tym dystansie czasem 1:47,1, a 22 czerwca 1966 rekord Czechosłowacji w sztafecie 4 × 800 metrów wynikiem 7:19,6, który jest do tej pory jest rekordem Czech (sztafeta biegła w składzie: Petr Bláha, Pavel Pěnkava, Pavel Hruška i Kasal).